# Laura Georges
Laura Stéphanie Georges (Le Chesnay, 20 de agosto de 1984) é uma ex-futebolista profissional francesa que atuava como defensora.

## Carreira
Laura Georges fez parte do elenco da Seleção Francesa de Futebol Feminino, nas Olimpíadas de 2012 e 2016. 